# 홍익대학교 국제디자인전문대학원
홍익대학교 국제디자인전문대학원(弘益大學校 國際디자인專門大學院, Hongik University International Design School for Advanced Studies)은 대한민국 서울특별시 마포구에 위치한 사립 전문대학원이다.
본래 국제디자인대학원대학교로 출범한 것을, 홍익대학교의 교육 시설로 합병한 것이다. 전문대학원 과정으로, 국제적인 전문 산업 인력을 양성하기 위하여 대부분의 강의가 영어로 진행된다. 석사 과정과 일부 과정에 한해 박사 학위를 수여한다. 영문 약칭으로 IDAS를 사용하고 있다.

## 연혁
- 1996년 : 국제산업디자인대학원대학교 설립
- 2001년 : 국제디자인대학원대학교로 교명 변경[1]
- 2004년 : 홍익대학교 국제디자인전문대학원으로 합병

## 교육편제
다음은 2019년 기준, 홍익대학교 국제디자인전문대학원의 교육 과정 일람이다.

### 석사
- 디자인경영 전공
- 디지털미디어디자인 전공
- 스마트디자인엔지니어링 전공

### 박사
- 디자인학 전공

## 저명한 동문
김충재

## 공시정보
- 신입생 충원현황, 외국인 학생 현황, 중도탈락 학생 현황, 졸업생의 취업 현황

https://www.academyinfo.go.kr/pubinfo/pubinfo0020/list.do?schlId=0002348&lang=ko